# سکلا
سکلا (به صربی: Skela) یک منطقهٔ مسکونی در صربستان است که در اوبرنوواتس واقع شده‌است. سکلا ۲۵٫۹۱ کیلومتر مربع مساحت و ۱٬۸۵۸ نفر جمعیت دارد و ۷۴ متر بالاتر از سطح دریا واقع شده‌است.